# Bildschirmarbeitsplatz

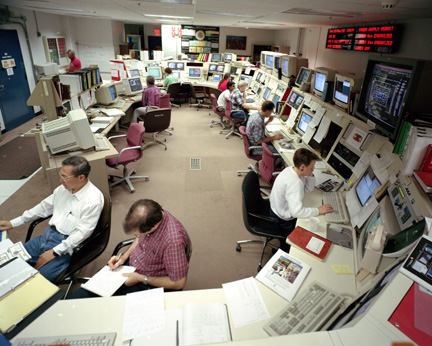
Bildschirmarbeitsplätze bei Fermilab

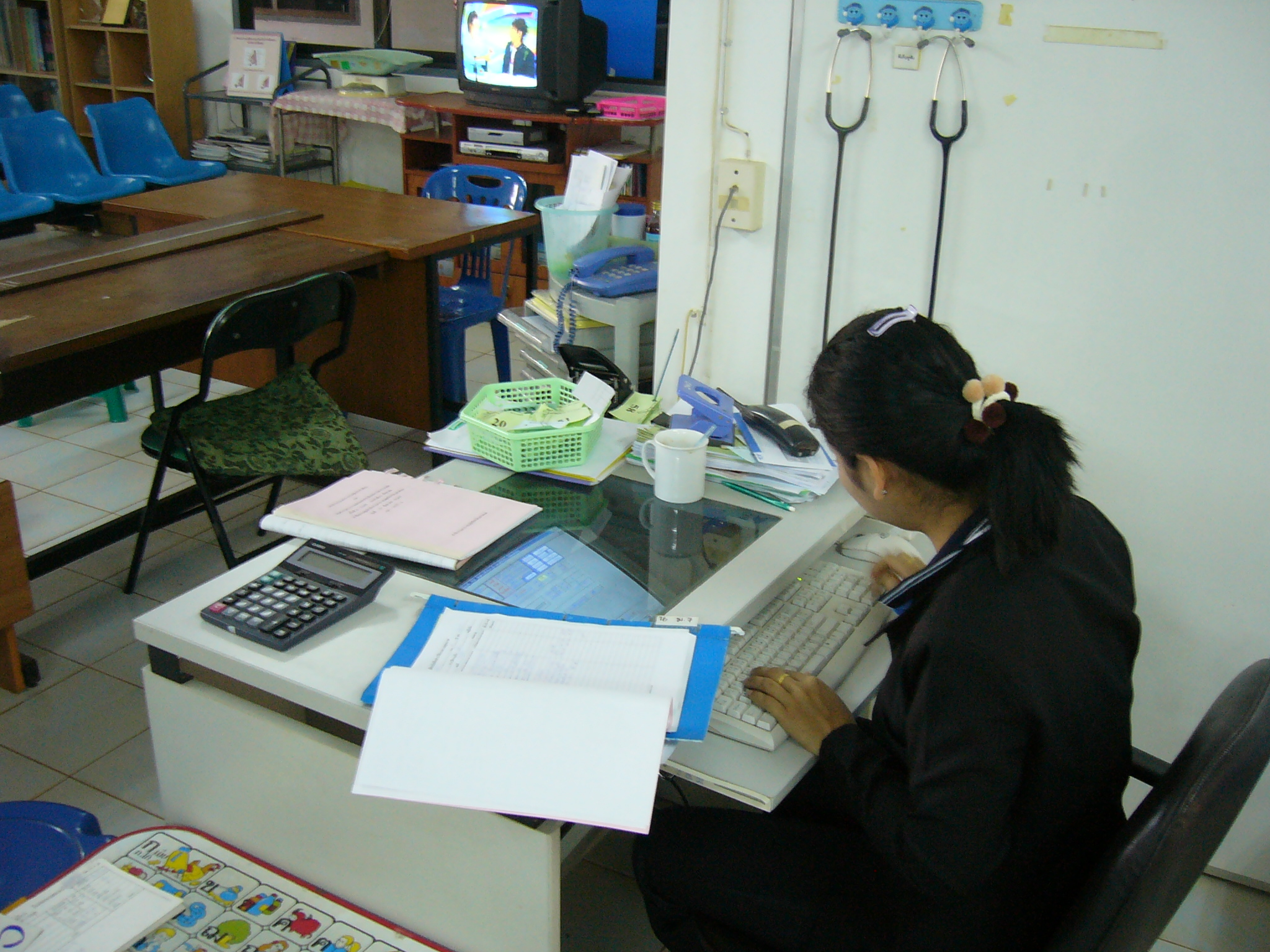
Bildschirmarbeitsplatz mit Glasplatte

Ein Bildschirmarbeitsplatz ist ein Arbeitsplatz, der sich in einem Arbeitsraum befindet und mit einem Bildschirmgerät und sonstigen Arbeitsmitteln ausgestattet ist. (§ 2 Abs. 5 Arbeitsstättenverordnung)
Als IT-Begriff verstanden ist er eine Kombination von Geräten, mit denen die „Mensch-Maschine-Schnittstelle“ implementiert wird, und besteht aus einem Bildschirm, Eingabegeräten wie Tastatur und Zeigegerät und der diese Geräte steuernden Software. Im erweiterten Kontext der Arbeitsphysiologie und der Organisation zählen darüber hinaus auch die sonstigen Arbeitsmittel wie Bürostuhl, Arbeitstisch, weitere optionale Ablagemöglichkeiten und weitere Geräte wie z. B. das Telefon zum Bildschirmarbeitsplatz.
Bildschirmarbeitsplätze gibt es in allen Büros und Bereichen von Verwaltungen.

## Rechtsvorschriften
Beschäftigte, die gewöhnlich bei einem nicht unwesentlichen Teil ihrer normalen Arbeit ein Bildschirmgerät benutzen, sind in der Europäischen Union durch die EG-Richtlinie 90/270/EWG vom 29. Mai 1990 über Mindestvorschriften bezüglich der Sicherheit und des Gesundheitsschutzes bei der Arbeit an Bildschirmgeräten geschützt. In Deutschland wurden mehrere EG-Richtlinien umgesetzt, darunter die EG-Richtlinie 90/270/EWG. Aufgrund der Ermächtigung in § 19 Arbeitsschutzgesetz hat die Bundesregierung die Bildschirmarbeitsverordnung erlassen, die später in der Arbeitsstättenverordnung aufging.

## Technische Entwicklung
Die rasante Entwicklung auf dem Gebiet der Informationstechnik zeigt sich besonders auch bei Bildschirmarbeitsplätzen: Bis zur Einführung von Personal Computern (PC) konnten als Bildschirmarbeitsplatz nur spezielle, 'Terminal' genannte Geräte verwendet werden. Danach übernahmen die PCs mithilfe einer Emulationssoftware deren Funktion. Auf dezentralen Arbeitsplatzrechnern laufende Anwendungssoftware kann mit den Benutzern direkt über die im Rechnerbetriebssystem vorhandenen Schnittstellen kommunizieren. Internetanwendungen verwenden Webbrowser zum Handling der Bedieneroberfläche.

## Optisch-visuelle Faktoren
Bei der ergonomischen Gestaltung des Bildschirmarbeitsplatzes sollten relevante optisch-visuelle Gesichtspunkte berücksichtigt werden. Verschiedene Leistungsfunktionen der Augen spielen eine Rolle, wie u. a. die Adaptation, Akkommodation, Konvergenz, Fixation, Sehschärfe, Wahrnehmungstiefe und -zeit.
Für gutes Sehen ohne Beschwerden bei Bildschirmarbeit kann eine individuell optimierte Brille erforderlich sein, insbesondere bei Alterssichtigkeit. Entsprechend der Brille und den individuellen Seheigenschaften lässt sich der Bildschirm relativ zum Auge ergonomisch positionieren.
Bei Negativdarstellung (helle Zeichen auf dunklem Grund) entstehen zeitbehaftete und belastende Adaptionsvorgänge des Auges, wenn zwischen Bildschirm und gedruckter Information gewechselt wird. Daher ist die Positivdarstellung (dunkle Zeichen auf hellem Grund) zu bevorzugen.
Helle Bildschirmarbeitsplätze sind (abgesehen von Dunkelräumen) im Hinblick auf Blendung günstiger, da sich auf hellem Hintergrund Reflexionen oder Störlichtquellen weniger spiegeln. Mangelnde Zeichenschärfe im seitlichen Gesichtsfeld führt zu Kopfschmerzen sowie tränenden und brennenden Augen. Die Bildfolgefrequenz sollte größer sein als die Flimmerverschmelzungsfrequenz (~50 Hz).
Unter dem Begriff Starrer Blick (englisch Office Eye Syndrome) wird bei der Computerarbeit die konzentrierte Fixierung der Bildschirmdarstellung und -inhalte verstanden. Durch die Fixierung des Bildschirms „vergisst“ das Auge quasi den Lidschlag (der Lidschlag wird unbewusst unterdrückt).
Der regelmäßige Lidschlag ist essentiell wichtig für den Aufbau des Tränenfilms, denn bei jedem Lidschlag wird die für den Tränenfilm schützende Lipidschicht über den Tränenfilm erneut aufgetragen und stabilisiert. Die Lipidschicht verhindert die Verdunstung oder das Ablaufen des Tränenfilms vom Auge und verhindert somit die Entstehung des trockenen Auges (Keratoconjunctivitis sicca).

## Geräteeinstellung
Im Hinblick auf Reflexionsblendungen sind matte Oberflächen vorteilhaft. Seitlicher Tageslichteinfall im Raum dient dazu, Blendwirkungen und Kontrastreduzierung zu vermeiden.
Bei Farbbildschirmen mit maximal fünf Vordergrundfarben sollte auf im Grenzbereich liegende Spektralfarben wie Rot und Blau verzichtet werden, da das Auge hier am wenigsten empfindlich ist und diese Farben nicht gleichzeitig scharf gesehen werden können, so dass die Akkommodation zusätzlich gefordert ist (Akkomodationsdifferenzen aufgrund chromatischer Aberration).

## Raumbeleuchtung und Abstand
Ein Absolutwert für eine gute Beleuchtung kann nicht angegeben werden. Bei der Gestaltung guter Beleuchtungsverhältnisse sollten folgende Punkte Berücksichtigung finden:
- angemessene Beleuchtungsstärke
- Gleichmäßigkeit der Beleuchtung (harmonische Leuchtdichteverteilung)
- Begrenzung der Blendung
- Kontrast
- Lichtrichtung
- Schatten
- Lichtfarbe
- Farbwiedergabe
- Interferenz

Eine große Bedeutung für die Beurteilung der Beleuchtung hat die Beleuchtungsstärke (Beleuchtungsstärke E = Lichtstrom/Fläche).
Die Beleuchtungsstärke sollte umso höher sein, je schwieriger die Sehaufgabe ist. Um Kontraste richtig wiederzugeben, muss im Arbeitsbereich eine möglichst gleichmäßige Beleuchtungsstärke herrschen. In der DIN 5035 sind die für bestimmte Sehaufgaben erforderlichen Nennbeleuchtungsstärken festgelegt. Die Nennbeleuchtungsstärke ist dabei als der empfohlene örtliche und zeitliche Mittelwert der Beleuchtungsstärke definiert und bezieht sich auf den mittleren Alterungszustand der Beleuchtungsanlage.
Für allgemeine Beleuchtungszwecke sollte die Lichtrichtung parallel zur Blickrichtung verlaufen. Die Innenraumbeleuchtung mit Tageslicht erfolgt durch Fenster. Diese haben neben der Beleuchtung noch die wichtige Aufgabe, eine Sichtverbindung zwischen Arbeitsplatz und Außenwelt herzustellen. Da das Tageslicht großen tages- und jahreszeitlichen Schwankungen unterworfen ist, hat man zur Beurteilung von Tageslicht den Tageslichtquotienten eingeführt. Die Intensität des Tageslichts fällt insbesondere in tiefen Räumen zur Raumtiefe steil ab.
Für die künstliche Beleuchtung wird oftmals auf Bildschirm-Arbeitsplatz-Leuchten (BAP-Leuchten) zurückgegriffen. Diese Leuchten müssen eine Blendbewertung (UGR-Wert) ≤ 19 besitzen, um offiziell als BAP-Leuchte ausgewiesen zu werden.

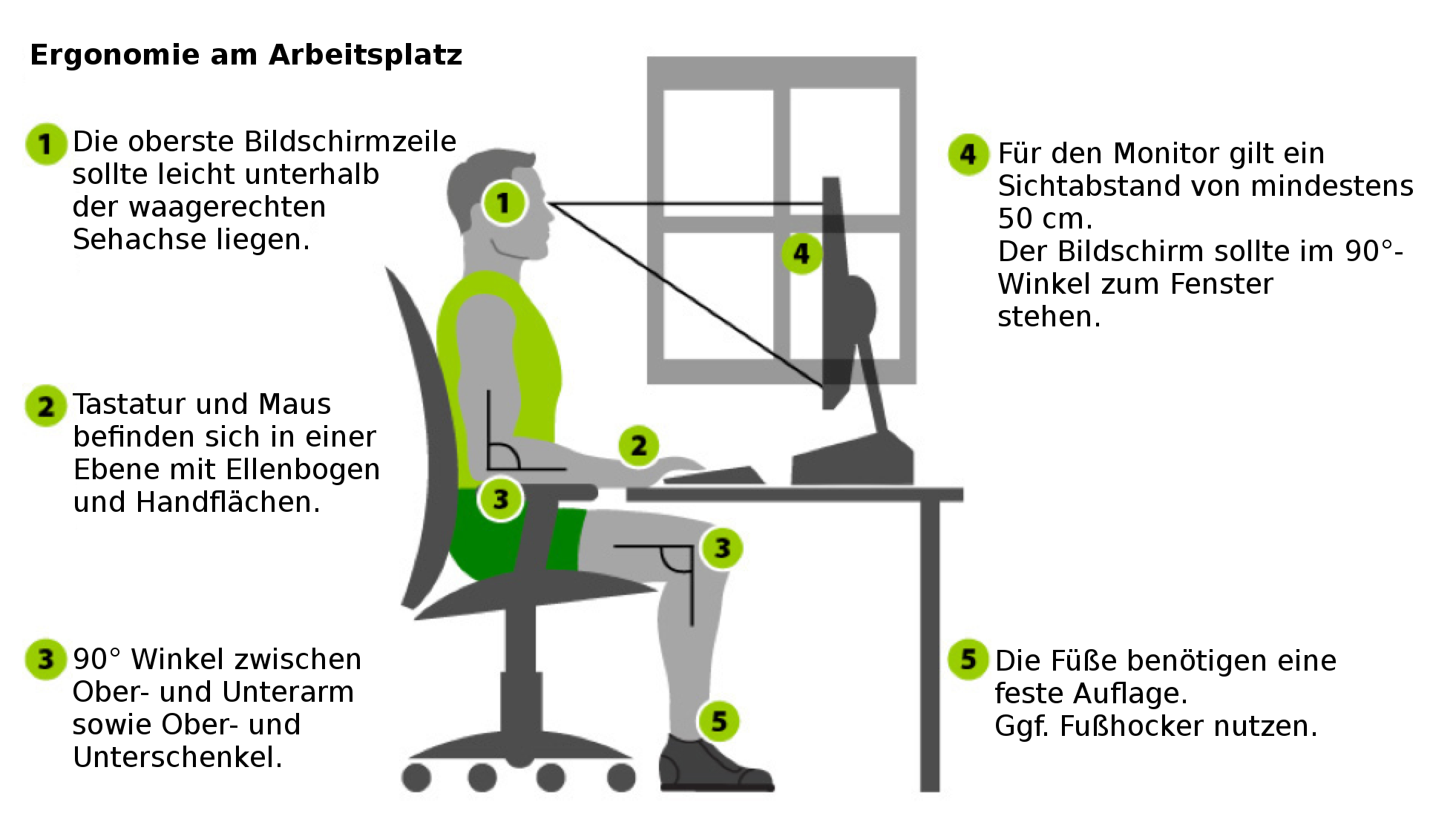
Ideale Abmessungen an einem Bildschirmarbeitsplatz (Ergonomie)

Die räumliche Anordnung des Bildschirms soll die maximale Entlastung des Akkomodationsapparates gewährleisten.
Der empfohlene Abstand der Augen zum Bildschirm wäre demnach etwa 50 cm, bei Menschen ab 50 Jahren circa 70 – 80 cm. Der Abstand der Tastatur zur Tischkante sollte im Idealfall eine halbe Elle betragen, so dass die Handballen bequem aufliegen können.
Flimmernde Lichtquellen (auch oberhalb der Grenze der Flimmerverschmelzungsfrequenz) führen nachweislich zu schnellerer Ermüdung der Augen. Bisher wenig beachtet ist die Tatsache, dass die Kombination flimmernder Beleuchtungsquellen wie Leuchtstofflampen in Verbindung mit der Nutzung flimmernder CRT-Bildschirme zu Augenbeschwerden führen kann. Vermutlich verstärkt die Überlagerung unterschiedlicher Flimmerfrequenzen Ermüdungserscheinungen der Augen.
Es sollte beachtet werden, dass nicht nur CRT-Bildschirme, sondern auch Leuchtstofflampen mit konventionellen Vorschaltgeräten flimmern, was ebenso zu schnellerer Ermüdung führt. Durch den Einsatz elektronischer Vorschaltgeräte lässt sich dies vermeiden.

## Büroarbeitsplätze mit mehreren Bildschirmen
Mit zunehmender Digitalisierung und Vernetzung der Büroarbeit steigt der Anteil der Bildschirmarbeitszeit. Ebenso nimmt der Bedarf an nutzbarer Bildschirmoberfläche zu, da etliche Programme oder Bildschirmmasken gleichzeitig genutzt werden. Deshalb werden oftmals mehrere Bildschirme eingesetzt. Messtechnische Untersuchungen haben gezeigt, dass je nach Bildschirmkonfiguration und Aufgabentyp die erbrachten Leistungen qualitativ und quantitativ variierten. Insgesamt sprechen die Ergebnisse der physiologischen Untersuchungen und die Präferenzen der Versuchspersonen für die Verwendung von Doppelbildschirm-Varianten anstelle eines Einzelbildschirms. Physiologisch limitierende Faktoren bei der Arbeit an Doppelbildschirmen gibt es kaum und ebenso keine Hinweise auf eine mögliche Gefährdung durch Büroarbeit an Doppelbildschirmen.

## Gesundheitsrisiken
18 Millionen Menschen in Deutschland arbeiten im Büro und am Bildschirm, Tendenz steigend. Viele dieser Beschäftigten sitzen oft stundenlang unbeweglich vor dem Schreibtisch. Die Folge dieser Zwangshaltung: Bewegungsmangel und Unterforderung der Muskulatur. Langfristig kann das zu chronischen Schäden führen, darunter Herz-Kreislauf-Erkrankungen, Typ-II-Diabetes und Muskel-Skelett-Beschwerden.

## Barrierefreiheit
Im Zuge der barrierefreien Arbeitsgestaltung sollen Bildschirmarbeitsplätze für Menschen mit Behinderung oder gesundheitlichen Beeinträchtigungen ohne größeren Aufwand nutzbar sein. Gesundheitliche Einschränkungen können visueller, auditiver, taktiler, motorischer oder kognitiver Art sein. Durch die ergonomische Gestaltung der Arbeitsmittel in der Informationstechnologie können überdies alle Beschäftigten bei der Arbeit entlastet werden.
Um die Arbeit für Menschen mit Einschränkungen zu ermöglichen bzw. zu erleichtern, müssen die Arbeitsplätze mit alternativen Arbeitsmitteln der Informationstechnik ausgestattet sein, die an die individuellen Bedürfnisse der Nutzenden anpassbar sind. Hierzu zählen Einstellungen in den Betriebssystemen, z. B. Anpassungen für Farbgebung, Kontrast und Schriftgröße, Einstellungen zur Spracheingabe und akustischen Ausgabe.
Eine noch größere Rolle für einen angepassten Bildschirmarbeitsplatz spielen alternative Eingabemittel zur Texteingabe (Fußtastatur, Großfeldtastatur, Einhandtastatur, geteilte Tastatur) und Cursorsteuerung (Joystick, Augensteuerung mit Kamera, Trackball, Mundsteuerung) sowie alternative Ausgabemittel zur Text- und Tonwiedergabe (Braillezeile, Vorlesen/Sprachausgabe, Tontext in Gebärdensprache und leichter Sprache). Vor der Auswahl eines Hilfsmittels sollte immer eine individuelle Betrachtung der Bedürfnisse und der erforderlichen Hilfsmittel stehen.